# Hombre chipset
Az Amiga számítógépek tervezett új generációs chipsete volt a Hombre chipset, mely azonban a Commodore International 1994-es csődje miatt sosem készült el.

## Történet és etimológia
A Dave Haynie által irányított, "AAA" kódnéven futó titkos fejlesztés 1993-as leállítása után a "Hombre" még radikálisabb újítást ígért a piacon lévő AGA chipsethez képest, PA-RISC processzorral, PCI busszal, 3D grafikával, DSP hangchippel, 64-bites adatbusszal. A fejlesztés a Hewlett-Packarddal együttműködésben valósult volna meg, 0,6 µm csíkszélességgel, 3-szintű CMOS technológiával.
A chipset fejlesztés során használt kódneve: "Hombre" a spanyol nyelvből ered, kiejtése: "ómbre" és jelentése: "ember".

## Kompatibilitás
A Hombre chipset terv szerint nem támogatta volna a planár módot, illetve a korábbi Amiga-chipsetek, vagy akár csak a Motorola 68000 processzorcsalád processzorainak emulációját, így az ezzel a chipsettel szerelt jövőbeni modellek teljességgel inkompatibilisek lettek volna a korábbi Amiga-modellekkel. Ed Hepler - a chipset tervezője - szerint a Commodore ezt a kompatibilitási problémát úgy akarta feloldani, hogy létrehoznak egy egylapkás rendszert (SoC), mely tartalmazott volna egy Motorola 68k processzormagot és a komplett AGA chipsetet.

## Rendszerjellemzők
A Hombre chipset két chipből áll: a Nathaniel, mint rendszervezérlő (vagy CPU chip), és Natalie, mint videóvezérlő (Video chip). A Nathanielt Ed Hepler tervezte, aki a korábbi - szintén terv szinten maradt - AAA chipset Andrea chipjének is a tervezője volt. A chip elviekben hasonló funkciót tölt be, mint az Agnus, az Alice, vagy az Andrea chip.

### Nathaniel (CPU) chip jellemzői
- a Hewlett-Packard-ral együttműködve tervezett 100+ MHz-es, 64 bites PA-RISC processzor SIMD párhuzamos adatkezeléssel és grafikus utasításkészlettel
- Fejlett DMA kezelés
- Blitter fixpontos aritmetikai 3D textúra mappelés és gouraud shading
- 64 bites Copper társprocesszor
- 16 bites, 44 kHz-es hanggenerátor 12 szólammal
- 2x CD-ROM interfész DMA-val
- hardveres logika a lebegőpontos számítások támogatására[4]

### Natalie (Video) chip jellemzői
- Monitorvezérlő
- Beépített genlock és framegrabber
- 2 portos game-port vezérlő[4]

További I/O perifériavezérlők ASIC chipen, úgymint PCI-, SCSI-, floppy-, soros-, párhuzamos-, billentyűzet-, egérvezérlő.

## Szoftver oldal
Az eredeti tervekben szerepelt az AmigaOS Exec mikrokernelének a portolása a low-end modellek számára, de ezt végül elvetették, amikor eldőlt, hogy a távolabbi jövőben alkalmasnak kell lennie a rendszernek a Windows NT támogatására.

## Részletes tulajdonságok
- fillrate: másodpercenként 30 millió 3D-renderelt pixel (hasonló a PlayStation teljesítményéhez)
- bővített SIMD utasításkészlet (SFU) több pixel egy utasításban történő rasztereléséhez
- 16 bites „chunky” grafikus módok
- 32 bites „chunky” grafikus mód 8 bites alpha-csatornával
- 1280 × 1024 pixeles képernyőfelbontás 24-bites színmélységgel
- 24 bit színmélységű sprite-ok
- 4 skálázható játékmező, saját grafikus módokkal
- 3D textúra mappelés
- Gouraud-árnyalás
- Z-buffering
- YUV kompatibilitás JPEG támogatással
- szabványos TV és HDTV kompatibilitás
- 64 bites belső adatbusz és regiszterek[2][4]

## Fordítás
- Ez a szócikk részben vagy egészben  az   Amiga Hombre chipset című angol Wikipédia-szócikk fordításán alapul.  Az eredeti cikk szerkesztőit annak laptörténete sorolja fel. Ez a jelzés csupán a megfogalmazás eredetét és a szerzői jogokat jelzi, nem szolgál a cikkben szereplő információk forrásmegjelöléseként.